# إدي آدامز
إدي آدامز (بالإنجليزية: Eddie Adams)‏ (و. 1933 – 2004 م) هو مصور أخبار، ومصور، ومصور حربي ‏، وصحفي، من الولايات المتحدة الأمريكية، ولد في نيو كنسينغتون، توفي في مدينة نيويورك، عن عمر يناهز 71 عاماً بسبب التصلب العضلي الجانبي.

## صورة إعدام سايغون
اشتهر المصور الأمريكي إدي آدمز من خلال التقاطه صورة إعدام فان ليم نغوين في سايغون عاصمة فيتنام الجنوبية سنة 1968. هذه الصورة حققت نجاحاً كبيراً لتعبيرها عن الحالة الدموية التي وصلت إليها الحرب في فيتنام وطبعت الصورة في جميع دول العالم، وأصبحت من أكثر الصور تأثيراً على الرأي العام في الولايات المتحدة في ذلك الوقت. الصورة الأصلية توجد حالياً في متحف آدمز في جامعة تكساس في أوستن والذي يضم جميع صوره ومراسلاته خلال عمله كمصور حول العالم.

## مناصب وهيئات
أدار أسوشيتد برس.

## الخدمة العسكرية
خدم في قوات مشاة بحرية الولايات المتحدة.

## جوائز
حصل على جوائز منها:
- جائزة بوليتزر عن فئة التصوير الفوتوغرافي (1969)
- Robert Capa Gold Medal [الإنجليزية]‏
- جائزة جورج بولك  [لغات أخرى]‏
- صورة العام الصحفية العالمية.

## روابط خارجية
- إدي آدامز على موقع IMDb (الإنجليزية)